# Contea di Fillmore (Minnesota)
La contea di Fillmore in inglese Fillmore County è una contea dello Stato del Minnesota, negli Stati Uniti. La popolazione al censimento del 2000 era di 21 122 abitanti. Il capoluogo di contea è Preston